# Capsule
Capsule (на японски: カプセル, kapuseru) е японско електронно дуо, състоящо се от вокалистката Тошико Кошиджима и продуцента Ясутака Наката.

## История
Capsule е създадена ноември 1997 след като Ясуката и Тошико се запознават на младежки фестивал за музика в Каназава. По това време и двамата са на 17 години. През следващите няколко години двамата записват множество демо записи и свирят на живо в различни клубове. Първият им професионален запис е сингълът „Sakura“, издаден март 2001 от Yamaha Music Comminications. Дебютният им албум „High Collar Girl“ излиза скоро след това. Отличително за него е, че това е единственият албум на Capsule, в който домиращият стил е поп музиката, а не футуристичната смесица от електронни стилове, с която те става популярни със следващите си албуми.
Дуото често е категоризирано като Нова вълна на шибуя-кей течението, основно заради множеството естестически и музикални прилики с редица популярни шибуя-кей групи от 1990-те, в частност Pizzicato Five. По подобие на Pizzicato Five Capsule смесват боса нова, лаундж, брейкбийт, техно и дори хаус музика. В Япония групата е известна с множеството техни песни използвани в рекламни и популярни телевизионни програми. Capsule, подобно на много други японски музиканти, имат практиката да издават поне по един студиен албум всяка календарна година. Най-добре представилият им се албум е „More! More! More!“ от 2008 г., който успява да се изкачи до 6-о място в седмичната класация за албуми на Орикон и до 3-то в дневната му класация.

## Дискография

### Албуми
- „High Collar Girl“ (2002)
- „Cutie Cinema Replay“ (2003)
- „phony phonic“ (2003)
- „S.F. sound furniture“ (2004)
- „Nexus-2060“ (2005)
- „L.D.K. Lounge Designers Killer“ (2005)
- „Fruits Clipper“ (2006)
- „Sugarless GiRL“ (2007)
- „capsule rmx“ (2007)
- „Flash Back“ (2007)
- „More! More! More! More!“ (2008)
- „Flash Best“ Compilation Album (2009)
- „PLAYER“ (2010)